# Peripsychoda auriculata
Peripsychoda auriculata és una espècie d'insecte dípter pertanyent a la família dels psicòdids que es troba a Europa: les illes Britàniques, França, Bèlgica, els Països Baixos, Alemanya -com ara, Saxònia i Baviera-, Dinamarca, Noruega, Finlàndia, Polònia, Suïssa, Itàlia, Àustria, Hongria, Txèquia, el territori de l'antiga Iugoslàvia, Romania i Bulgària.